# الدولة الأخيضرية
الدولة الأخيضرية؛ (866 م - 1093 م) دولة إسلامية، تأسست في إقليم اليمامة عام 866 م على يد الأمير محمد بن يوسف الأخيضر الحسني الهاشمي القرشي.

## نشأة الأخيضريين
الأخيضريّون حسنيون هاشميون قرشيون. وموطنهم الأصلي المدينة المنورة. وقد اشتهر منهم محمد بن يوسف بن إبراهيم بن موسى بن عبد الله بن الحسن بن الحسن بن علي بن أبي طالب الهاشمي القرشي. وكان يلقب بـالأخيضر الصغير، وقد فر إلى اليمامة وأقام دولة بها عرفت بالدولة الأخيضرية.
و لقب الأخيضر أُطلق أولاً على يوسف بن إبراهيم والد محمد صاحب اليمامة، كما أنه أطلق على محمد نفسه. فقد ذكر جمال الدين أحمد بن علي الحسيني المعروف بابن عنبة المتوفى سنة 828 هـ في كتابه (عمدة الطالب في أنساب آل أبى طالب) أن يوسف كان يُعرف بالأخيضر، وأن ابنه أبا عبد الله محمد صاحب اليمامة يُعرف بالأخيضر الصغير. إلا أن هذا اللقب ارتبط بالابن أكثر من أبيه بسبب شهرته وتمكنه من إقامة دولة له ولعقبه في بلاد اليمامة نُسبت إليه.
وكانت بداية ظهور الأخيضرين على مسرح الأحداث السياسية في تهامة سنة 251 هـ/ 862 م، حين تزعم إسماعيل السفاك بن يوسف الأخيضر ثورة ضد الدولة العباسية، وهاجم مكة. فاضطر أميرها آنذاك، جعفر بن عيسى بن موسى العباسي القرشي، إلى الهرب، وتمكّن إسماعيل بعد أن قتل بعض جند الأمير ومن ساعدهم من نهب دار الإمارة ومنازل أعوان الأمير، واستولى على أموال كانت قد أُرسلت من قبل الخلافة إلى مكة لإجراء إصلاحات بعين زبيدة.
ظل إسماعيل وأتباعه بمكة نحو خمسين يوماً، عاثوا خلالها فساداً في مكة، نهباً وقتلاً وحرقاً، ثم خرجوا منها وتوجّهوا نحو المدينة المنورة. وكانت أخبار إسماعيل قد بلغت المدينة، فأحدثت عند أهلها فزعاً وغضباً، وبخاصة بعد أن قرّر أميرها وحاشيته الهرب خوفاً منه.
وأما أهل المدينة المنورة، فقد قرروا المقاومة والصمود، فحصّنوا مدينتهم واستعدوا للدفاع عنها. وعندما وصل السّفّاك، فرض حصاراً على المدينة وأخذ في مهاجمتها، وقد أظهر أهلها صموداً وبسالة، ونجحوا في صد المهاجمين على الرغم ممّا نالهم من عناء.
عاد السّفّاك إلى مكة، لكن أهلها قرروا مقاومته هذه المرة، بعدما نالهم من عناء حين دخل إسماعيل بن يوسف السّفّاك وأتباعه مكة في المرة السابقة، وشجعهم على ذلك نجاح أهل المدينة المنورة في صدِّه.
فرض السّفّاك حصاراً على مكة استمر نحو شهرين، نال أهلها منه عناءً وبلاءً عظيمين، ومات بسببه أهل مكة جوعاً وعطشاً. وبعد أن عجز عن اقتحام مكة، توجه إلى جدة، واستولى على ما فيها من أموال التجار وبضائعهم.
قام الخليفة العباسي المعتز بن المتوكل (251 - 255 هـ/ 862 - 866 م) بأرسال جيش بقيادة محمد بن أحمد بن عيسى، وعيسى بن محمد المخزومي القرشي. ووصل الجيش إلى مكة قبيل موسم الحج سنة 251 هـ/ 862 م، في حين كان إسماعيل بن يوسف في جدة.
تحرك السفاك لمواجهة الجيش العباسي، ودارت بين الطرفين معركة في يوم عرفة على صعيد عرفات، هزم فيها الجيش العباسي، ووقع السلب والنهب والقتل في الحجّاج على يد إسماعيل بن يوسف السّفّاك وأتباعه. فقتل أكثر من ألف حاج، وهرب آخرون دون أن يتموا حجهم. وعاد إسماعيل بن يوسف السّفّاك إلى جدة.
وبقي أهل مكة والمدينة يترقبون أخبار إسماعيل بن يوسف السّفّاك ويخشون عودته لمهاجمتهم، حتى جاءت الأخبار بإصابته بمرض الجدري، ثم وفاته في سنة 252 هـ/ 863 م، وكان عمره اثنين وعشرين سنة.
بعد وفاة إسماعيل (السّفّاك) خلفه أخوه محمد (الأخيضر الصغير) في قيادة الثورة الأخيضرية. ومحمد أكبر من إسماعيل بنحو عشرين عاماً، قد تجاوز الأربعين حين خلف أخاه. وكانت الخلافة العباسية قد أدركت مدى خطورة هذه الثورة وقوتها، فأرسلت جيشاً آخر إلى تهامة أكثر قوة واستعداداً من سابقه، وأسندت قيادته إلى أبي الساج لأشروشني، وهو أحد القادة الأتراك الكبار.
وقد استطاع هذا الجيش إلحاق الهزيمة بمحمد الأخيضر. وحينئذ قرر الأخيضر الانسحاب من تهامة والهرب نحو اليمامة، لإدراكه عدم قدرته على الصمود أمام هذا الجيش، ولمعرفته أن أهل تهامة وأهل الحجاز أصبحوا يكنّون كرهاً وتذمراً لقيادة هذه الثورة وأتباعها بسبب الأفعال السيئة التي قاموا بها.

## الوضع في اليمامة قبل الدولة الأخيضرية
كان يسكن بلاد اليمامة قبيل قيام الدولة الأخيضرية عدة قبائل حضرية مستقرة، أهمها قبيلة تميم التي كانت تحتل الأجزاء الشمالية من بلاد اليمامة، وتمتد منازلها إلى أطرافها الشرقية ثم قبيلة حنيفة التي كانت تقطن قلب بلاد اليمامة، يليها جنوباً بنو هزَّان من عنزة، وبنو النمر بن قاسط بن ربيعة، وبنو جرم من قحطان، أما عن جنوبي اليمامة، فأغلب سكانه آنذاك كانوا من قبائل بني كعب بن عامر بن صعصعة المضرية. وفي أقصى غربي اليمامة كانت منازل قبيلة باهلة. هذا، إضافة إلى قبائل أخرى ذات صبغة بدوية تجوب فيافي اليمامة ومراعيها، وتتحرك إلى أقاليم مجاورة، مثل بني نمير، وبني كلاب، وبني عُقَيل

## دولة الأخيضريين في اليمامة
أهم مصادر تاريخ الأخيضريين هي كتب الأنساب في المقدمة، حيث احتوت على جُلِّ المعلومات المتوافرة عن الأخيضريين، ومن أبرزها: كتاب «جمهرة أنساب العرب» لابن حزم الأندلسي المتوفى سنة 456 هـ/ 1064 م، وكتاب «عمدة الطالب في أنساب آل أبي طالب» لأحمد بن علي بن عنبة الحسني المتوفى سنة 828 هـ/ 1425 م.
أما كتب الرحلات والجغرافيا ومعاجم البلدان، فتأتي في الدرجة الثانية، ومنها: كتاب «صورة الأرض» لابن حوقل المتوفى بعد سنة 367 هـ/ 978 م، و«صفة جزيرة العرب» للهمداني المتوفى في حدود سنة 344 هـ/ 955 م، ورحلة ناصر خسرو المسماة «سفرنامه»، وهو شاهد العيان الوحيد الذي مر ببلاد الأخيضريين أثناء فترة حكمهم ودوّن معلومات عنهم وصلتنا مباشرة، و«معجم البلدان» لياقوت الحموي.
هذا، إلى جانب كتب التاريخ، ومنها: كتاب «مروج الذهب ومعادن الجوهر» للمسعودي، وكتابه الآخر «التنبيه والإشراف»، و«صبح الأعشى» للقلقشندي، و«تاريخ ابن خلدون».
ومن الأسباب التي جعلت محمد بن يوسف الأخيضر يختار الانتقال إلى اليمامة بعد أن قرر الانسحاب من تهامة، تمكنه في الانعزال هذا الإقليم وضعف نفوذ الدولة العباسية فيه في تلك الفترة، وإدراك الأخيضر أن نظرة السلطة العباسية لأهميته أقل بكثير من نظرتها لأهمية تهامة أو الحجاز، إضافة إلى معرفته بوجود تذمّرٍ وميل إلى الخروج عن طاعة الخلافة لدى القبائل البدوية التي تقطن عالية نجد وبلاد اليمامة.
وبوصول الأخيضر إلى اليمامة في سنة 253 هـ/ 867 م اتخذ الخضرمة مقرّاً له وقاعدة لحكمه فظهرت في وسط شبه الجزيرة العربية دولة مستقلة استقلالاً تاماً عن الخلافة العباسية، وتعد هذه الدولةُ الدولةَ الثانية التي تعلن استقلالها عن الخلافة العباسية في الجزيرة العربية. فلم يسبقها سوى الدولة الإباضية في عمان سنة 177 هـ/ 379 م.
وذكر الهمداني عن الخضرمة عاصمة الأخيضريين: (وقد ملك الخضرمة بعد بني عبيد من حنيفة آل أبي حفصة، ثم غلب عليها الأخيضر بن يوسف فسكنها).
اختلفت آراء الباحثين حول مدة حكم الأخيضريين باليمامة وحول علاقاتهم بالقرامطة. فالبعض يرى أن حكمهم انتهى على يد القرامطة في أول القرن الرابع الهجري، في حدود عام 317 هـ/ 929 م، أي أن مدة حكمهم لم تتجاوز خمساً وستين سنة فقط. وقد اعتمد من قال بهذا الرأي على ما ورد في بعض المصادر من إشارة إلى أن القرامطة قضوا عليهم. وهناك من يرى من المؤرخين أنه يوجد استمرار لحكم الأخيضريين بالمنطقة بعد ذلك. وهم يرون أن حكمهم استمر حتى ما بعد منتصف القرن الخامس الهجري.
ومرت الدولة الأخيضرية بفترة التأسيس وقوة الدولة في أول عهدها قبل ظهور دولة القرامطة في إقليم البحرين المجاور. وقد كانت الخلافة العباسية تعيش حالة ضعف شديد لأسباب كثيرة، منها تسلّط الأتراك، والنزاع بين المستعين والمعتز على الخلافة، واندلاع كثير من الفتن والثورات في مناطق متعددة من بلاد الخلافة.
ويُعَدّ محمد الأخيضر أبرز حكّام الفترة الأولى باعتباره المؤسس، وكان عمره حين قدم إلى اليمامة في حدود ثلاث وأربعين سنة. وقد أشار ابن عنبة إلى أن محمداً أنجب اثني عشر ابناً، أعقب منهم ثلاثة هم: يوسف وإبراهيم ومحمد (ابن محمد).
وقد خلفه في الحكم بعد وفاته ابنه يوسف. ويذكر ابن حزم أن يوسف أشرك ابنه إسماعيل معه في الحكم في حياته؛ وبعد وفاته، انفرد إسماعيل بالحكم.
في تلك الأثناء، كانت قد قامت دولة قرامطة البحرين على يد أبي سعيد الجنابي سنة 286 هـ/ 899 م. ودخل أبو سعيد الجنابي في مواجهة مع الأخيضريين في اليمامة، وألحق بهم الهزيمة، وقتل عدداً منهم، وأسر آخرين.
ذكر ياقوت الحموي نقلاً عن تاريخ ابن سيرين قوله: «وفيها - يعني سنة 310 هـ - انتقل أهل قرّان من اليمامة إلى البصرة لحيف لحقهم من ابن الأخيضر في مقاسماتهم، وجدب أرضهم». وهذا النص يفيد أن الأخيضريين كان لهم نفوذ وسلطة باليمامة في ذلك التاريخ.
وعادت العلاقة جيدة فيما بعد بين القرامطة والأخيضريين فقد ذكر المسعودي، أن أبي طاهر القرمطي عندما هاجم مدينة الكوفة في أواخر سنة 313 هـ/ 926 هـ، ثم قرر الانسحاب منها والعودة إلى مركزه في الأحساء، سلمها إلى إسماعيل بن يوسف بن محمد الأخيضر.
ولكن علاقة الأخيضريين بالقرامطة ما لبثت أن تحولت عداوة بعد سنوات قليلة. فقد ذكر ابن عنبة أن معركة حامية الوطيس دارت بين الأخيضريين والقرامطة سنة 316 هـ/ 928 م، قُتل فيها إسماعيل بن يوسف بن محمد نفسه، وثلاثة من إخوته هم: إبراهيم، وإدريس الأكبر، والحسين؛ كما قُتل فيها أيضاً عمه أبو عبد الله محمد بن محمد بن يوسف، ولا يعرف عن كيفية زوال ملك بني الأخيضر سوى أنه زال في أواسط القرن الخامس الهجري على يد القرامطة القادمين من الأحساء على الأرجح.

## أمراء الدولة الأخيضرية
ذكر ابن عنبة وابن خلدون والقلقشندي وابن حزم من أمراء الأخيضريين:
- محمد بن يوسف الأخيضر
- يوسف بن محمد بن يوسف الأخيضر
- إسماعيل بن يوسف الأخيضر
- الحسن بن يوسف الأخيضر
- أحمد بن الحسن بن يوسف الأخيضر

وتابع ابن عنبة ذكر امرائهم لكنه لم يذكرهم حسب تسلسل ولايتهم بل خلال بيانه لتفرعات انسابهم كما انه لم يذكر ما يدل على تواريخ توليهم ومن هؤلاء:
- صالح بن يوسف الأخيضر
- محمد بن أحمد بن الحسن بن يوسف الأخيضر
- جعفر بن أحمد بن الحسن بن يوسف الأخيضر
- حسن بن جعفر بن أحمد بن الحسن بن يوسف الأخيضر
- محمد بن جعفر بن أحمد بن الحسن بن يوسف الأخيضر
- جعفر بن جعفر بن أحمد بن الحسن بن يوسف الأخيضر
- كرزاب بن علي بن جعفر

## السياسة الداخلية
قبل الحديث عن السياسة الداخلية للأخيضريين للمناطق التي حكموها لا بد من الإشارة إلى ان الصفات العامة لأنماط الحياة الاجتماعية لسكان إقليم اليمامة خلال العصر الحكم الأخيضري، لتأثيرها في توضيح مجريات الأحداث السياسية والأوضاع الاقتصادية والاجتماعية في المنطقة.
وفي هذا الجانب فإن سكان المنطقة ينقسمون عمومًا إلى قسمين:
القسم الأول ينتمي أصحابه إلى البيئة الزراعية التي كانت تقوم في المناطق التي تتوافر فيها مياه العيون أو الينابيع أو المياه الجوفية، وهذه المياه تفيد في إقامة مستوطنات زراعية. والمنتمون إلى هذه البيئة الزراعية يعيشون حياة مستقرة على الأغلب، كما يمارس أغلبهم الأنشطة الزراعية، وتقوم بينهم علاقات اقتصادية واجتماعية تختلف بعض جوانبها عما في البيئة الصحراوية، وهم دائمًا بحاجة إلى توفر الأمن لحماية ممتلكاتهم ومحاصيلهم، كذلك بحاجة إلى تنظيم يكفل حفظ المياه وتوزيعها بطريقة عادلة، كما يكفل ضبط العلاقات بين ملاك الأراضي والعاملين فيها والمستثمرين لها، إلى غير ذلك من العلاقات الاجتماعية والاقتصادية.
ولكل الأسباب التي سبق ذكرها ونظرًا لارتباط المنتنين لهذه البيئة بالأرض والممتلكات الثابتة، فنجد أن أهالي هذه البيئة الأكثر استفادة من استقرار الأوضاع السياسية والأمنية، والأكثر تضررًا حال حدوث الاضطراب، وهم الأسهل خضوعًا للسلطة الحاكمة العادلة أو غير العادلة.

أما البيئة الصحراوية البدوية غير المستقرة، فأصحابها يرتحلون بحثًا عن الماء والعشب خاصة في فترات انحبا المطر وحلول القحط، لذا فإنهم ينظرون إلى البيئة الزراعية المجاورة لهم الأفضل منهم حالاً والأغنى نسبيًا، على أنها مجال خصب للحصول على المغانم ويزداد الخطر وتسلطهم كلما كانت السلطة الحاكمة أكثر ضعفًا. ولهذا لم تكن العلاقات بين البيئتين في أغل الأحيان جيدة وخاصة في حالة ضعف السلطة الحاكمة. ولذا لم تكن العلاقات بين البيئتين الزراعية والصحراوية جيدة، وخصوصًا عند قيام الدولة الأخيضرية لأن المنطقة كانت تعيش في أوضاع سياسية سيئة.
ومن المحتمل أن الدول الأخيضرية قد استعانت في مرحلة تأسيسها بالقبائل البدوية لمساعدتهم في الوصول إلى منطقة اليمامة ويف السيطرة على جزء منها. ومن المحتمل أنهم استمروا في سياستهم من حيث الاستفادة من البدو في تكوين قوة يعتمدون عليها في فرض سيطرتهم على أهالي البيئة الزراعية التي ينتمي أهاليها إلى القبائل المتحضرة والمستقرة على الأغلب.
وهذا التحالف بين الطرفين يقوم على أساس تحقيق مصلحة سياسة للدولة الأخيضرية ومنفعة مادية لمتعاونين معهم من البيئة الصحراوية على حساب أهالي البيئة الزراعية. كما يلاحظ أن الدولة الأخيضرية استخدمت قوة أهالي البيئة الصحراوية في التوسع الخارجي والمواجهات الحربية داخل شبه الجزيرة العربية وخارجها. وقد أدت هذه السياسة إلى نتائج سلبية على المنطقة حيث تدهور الاقتصاد بسبب رحيل الكثير من أهالي البيئة الزراعية بسبب ظلم وسوء معاملة الأخيضرين وأتباعهم.
" يقول ابن حوقل المتوفى بعد سنة 367هـ (978م) -وهو معاصر للأخيضريين -مبينًا سياسة الأخيضريين تجاه سكان المناطق التي حكموها وما أدت إليه:" وصادف ذلك دخول محمد بن يوسف الحسني الأخيضر اليمامة وانقشاع أهلها من جوره إلى أرض مصر والمعدن في آلاف كثيرة، فغلبوا على من كان بها من أهل الحجاز لسنتهعم وفورهم".